# Ferdinandea
Ferdinandea es una isla volcánica sumergida que forma parte del volcán submarino Empédocles, a 30 km al sur de Sicilia. Actualmente, es un monte submarino cuya cima está solo a unos 5 metros por debajo de la superficie del mar Mediterráneo. Las erupciones lo elevaron por encima del nivel del mar varias veces antes que la erosión lo sumergiera de nuevo.

## Geografía
La cima del Ferdinandea se sitúa a 37° 6' de latitud Norte y 12° 42' de longitud Este, a mitad de camino entre la ciudad siciliana de Sciacca y la isla italiana de Pantelaria.

## Historia

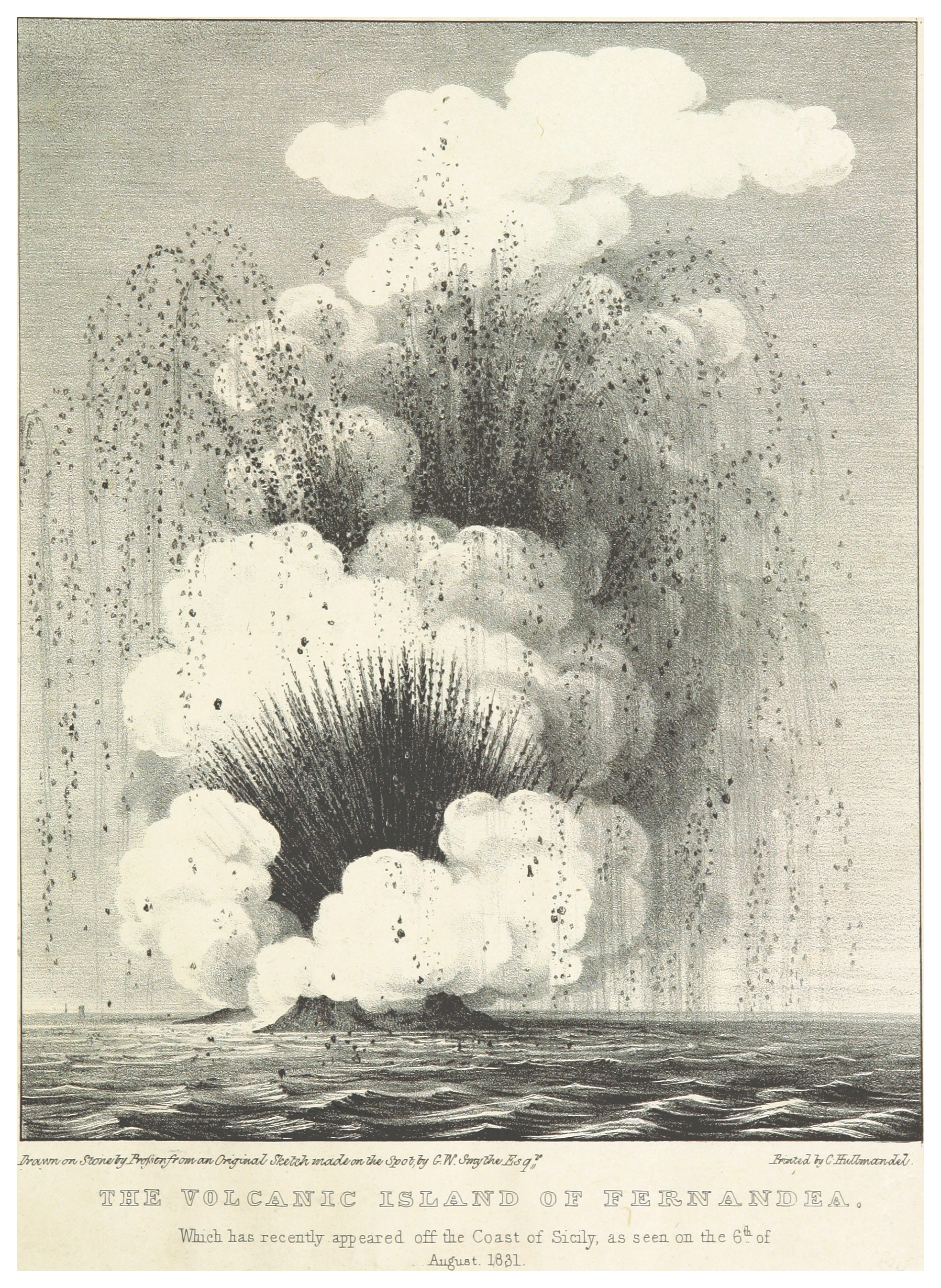
Ferdinandea (1831)

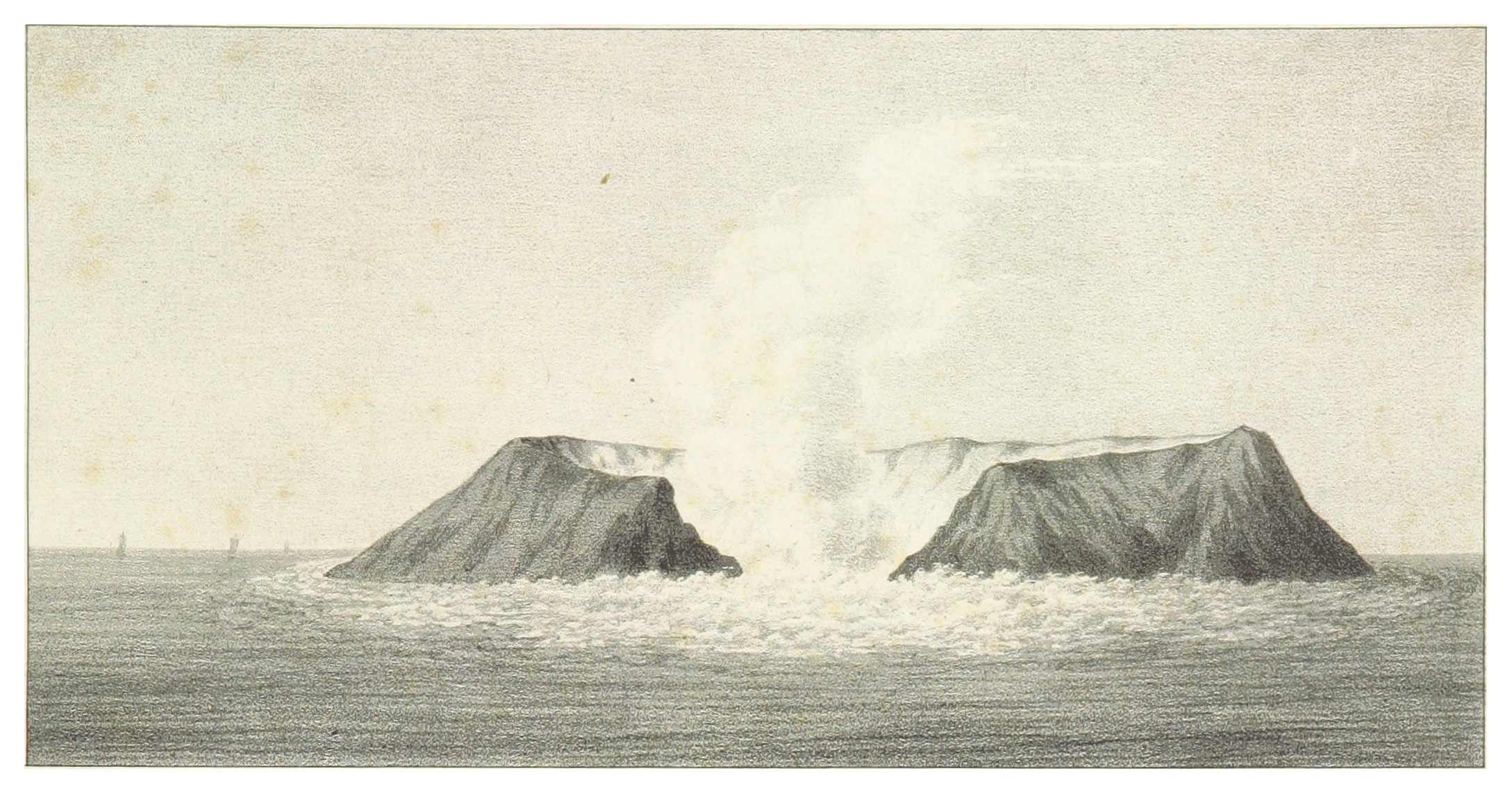
Ferdinandea (1831)

Las referencias más antiguas sobre erupciones submarinas en la zona de Ferdinandea se remontan a la primera guerra púnica (entre 264 y 241 a. C.). Parece que el volcán salió a la superficie de nuevo otras dos veces entre el siglo XVII y el siglo XIX.
La última aparición del volcán se remonta a julio de 1831, cuando las erupciones hicieron que el volcán se elevase hasta 65 metros sobre el nivel del mar, creando una isla de 4 km²; casi inmediatamente el profesor en geología de la Universidad de Berlín Karl Hoffman, quien estaba casualmente de visita en Sicilia, fue el primer ser humano en desembarcar en la recién aparecida ínsula. Sin embargo, Gran Bretaña, que controlaba la isla de Malta, fue la primera nación que reivindicó su soberanía, denominándola “Isla Graham“ después de haber colocado su bandera en la isla el 2 de agosto. El rey de las Dos Sicilias, Fernando II de Borbón, envió varios navíos con el fin de contestar a esa reivindicación, denominándola a su vez “Isla Ferdinandea”. El 29 de septiembre, un destacamento llegado de Francia plantó la bandera francesa sobre la isla y la denominó “Isla Julia”. España declaró asimismo sus ambiciones territoriales, sin ni siquiera desembarcar. En diciembre de 1831, los navíos británicos no encontraron ningún vestigio de la isla una vez se relajaron las tensiones sísmicas; el volcán había vuelto a descender bajo la superficie, eliminando a su vez las tensiones diplomáticas que había generado.
Mientras existió, recibió la visita de numerosos científicos de diferentes países. También recibió la visita de Walter Scott; e inspira a varios escritores, entre ellos a James Fenimore Cooper (El cráter), Alejandro Dumas (Le Spéronare) o Julio Verne (Las grandiosas aventuras del maestro Antifer, El Canciller y Los hijos del capitán Grant).
Después de una última erupción en 1863, no se habló del volcán durante más de un siglo. En 1925, su cima descendió hasta los 25 m bajo el nivel del mar. En los años 1980, un avión estadounidense bombardeó el volcán al tomarlo por un submarino libio. 
En 2002, un aumento de la actividad sísmica en la zona de Ferdinandea condujo a los vulcanólogos a especular sobre una eventual erupción y una reaparición de la isla. De hecho, la cima del volcán estaba en 1999 a ocho metros bajo el nivel del mar, y en 2002 a cinco metros. Varios artículos de la prensa británica e italiana volvieron a poner de actualidad las diferencias diplomáticas y los buceadores italianos colocaron una bandera y una placa de piedra con el texto «L'isola Ferdinandea era e resta dei Siciliani» («La isla Ferdinandea era y queda de los sicilianos») sobre la cima del volcán a fin de engalanar la eventual emersión de esta isla, pero tal bandera y la placa fueron encontradas más tarde rotas. Actualmente no se registra ninguna actividad volcánica y la cima sigue a seis metros bajo el nivel del mar, constituyendo un banco submarino que es llamado en la cartografía internacional más difundida Banco Graham, 24 millas náuticas al noreste de Panteleria.
La isla Ferdinandea, además de los citados nombres "Graham" y "Julia", también ha sido llamada "Corrao", "Hotham", "Nera" (Negra) y "Sciacca" (Rota).
- Datos: Q833975
- Multimedia: Ferdinandea (volcanic island) / Q833975